# HMS Victorious (1895)
Pour les autres navires du même nom, voir HMS Victorious.
Le HMS Victorious était l'un des neuf cuirassés pré-dreadnought de la Royal Navy appartenant à la classe Majestic.